# Vinterhämpling
Vinterhämpling (Linaria flavirostris) är en palearktisk fink som häckar i bergsområden eller på kustnära hedar. Den förekommer i två skilda områden, dels i nordvästra Europa, dels i Centralasien. I Europa ses den vintertid ofta i ruderatmarker på jakt efter frön. IUCN kategoriserar den som livskraftig.  

## Utseende och läte
Vinterhämplingen är till storlek och form lik hämplingen, dock med något längre och mer kluven stjärt samt mindre huvud. Fjäderdräkten saknar hämplingens röda på hjässan och bröstet. Ryggen är mörkt brunsvart och undersidan vit till smutsvit. Den anlägger sin adulta fjäderdräkt vid tre års ålder och hanen har då en rosa övergump och rosa inslag på bröst och panna. Om vintern är näbben gul men blir gråbrun på sommarhalvåret. Medellängden är mellan 12,5 och 14 centimeter. 
Vintertid skiljer den sig från unga hämplingar på kraftigare streckad och tydlig gulbrun ton, avsaknad av kanelbrun rygg, ingen fläckning på strupens mitt och tydligare ljusa vingband.

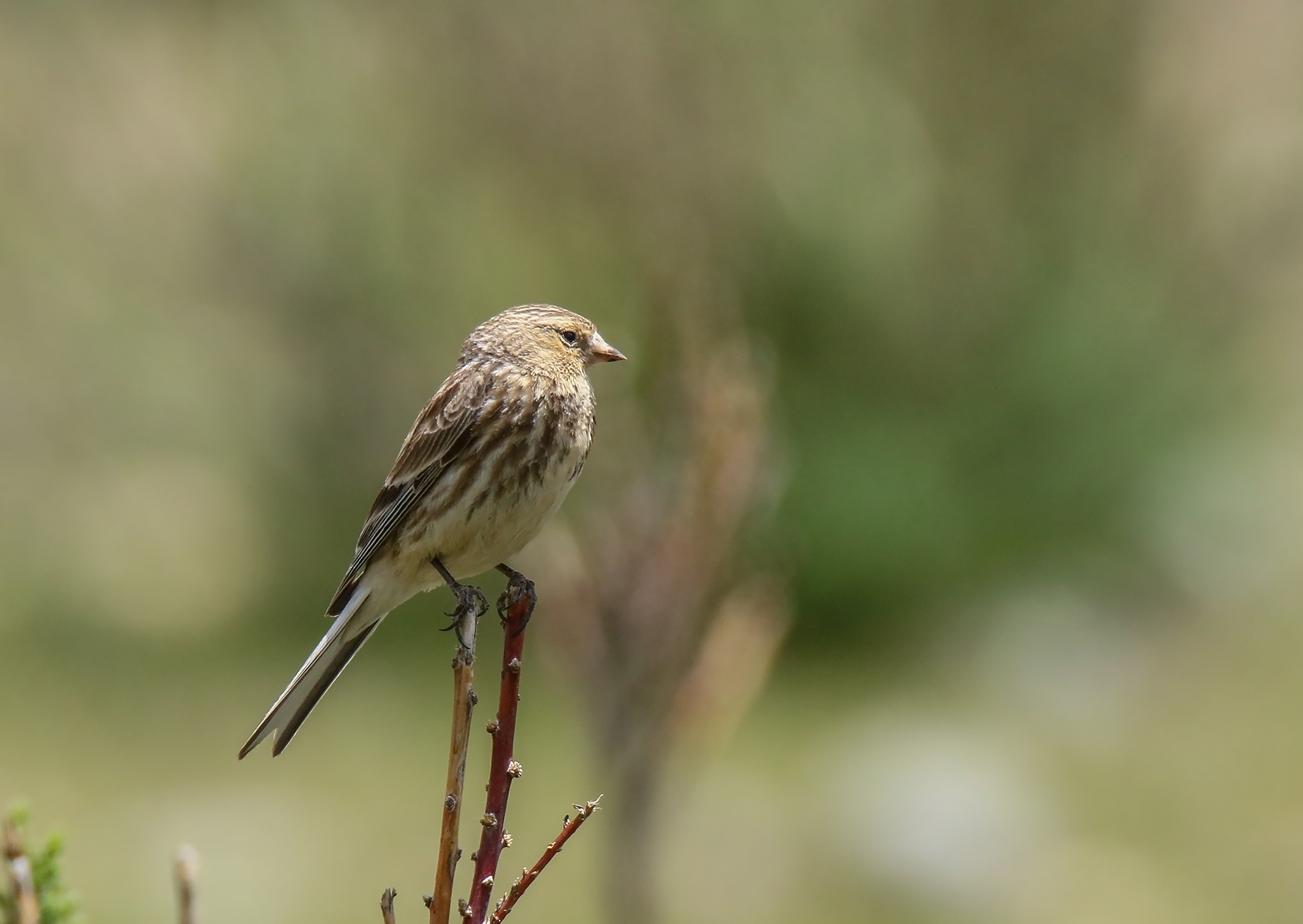
Sommardräkt.

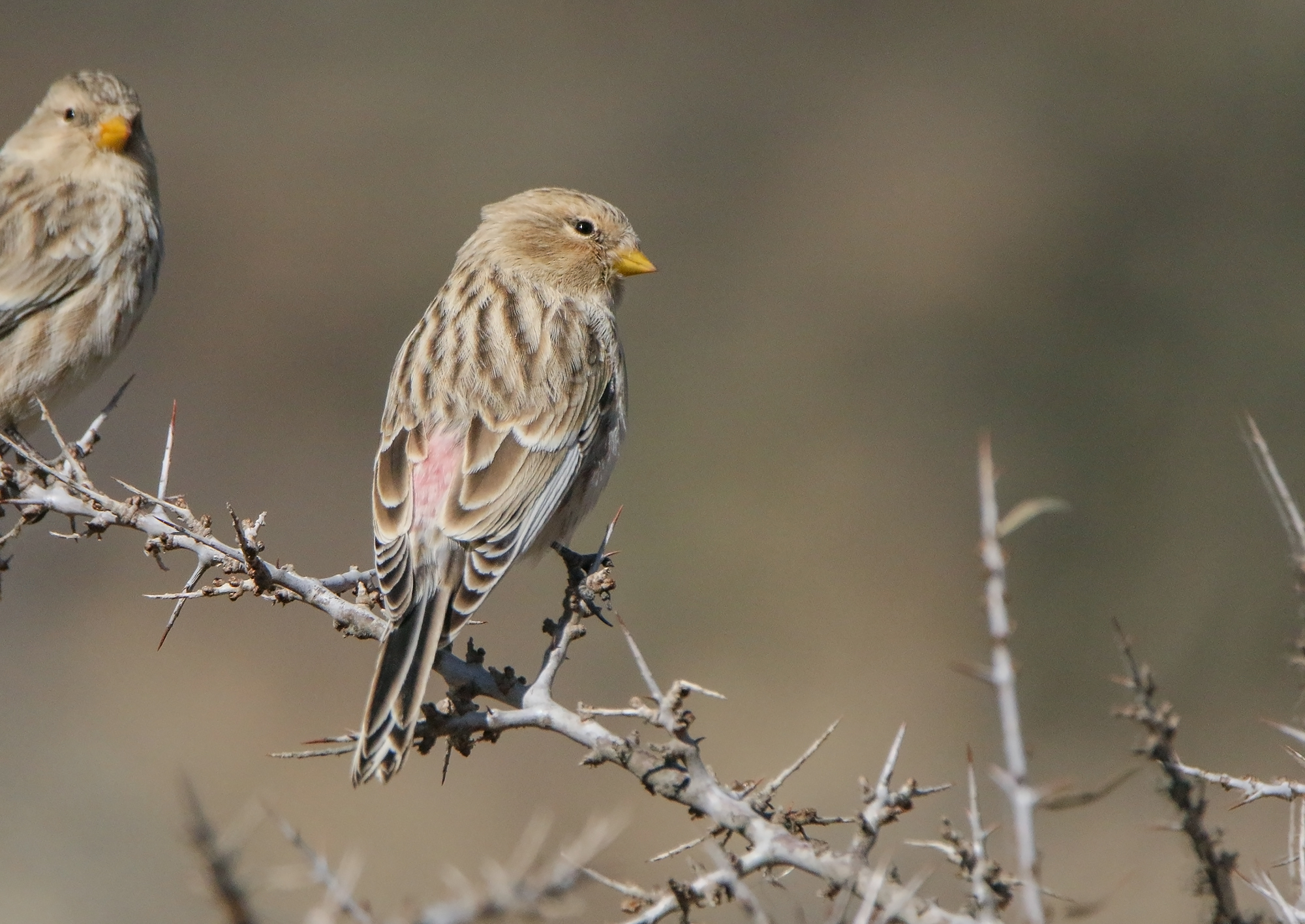
Vinterdräkt.

Den har ett lite metalliskt vresigt lockläte "tweeht" eller "dreeht" som gett den det engelska trivialnamnet Twite. Sången är mest lik citronsiskans, med snabba drillar och surrande ljud. Den känns igen på invävda knattrande "trrrrrrr" och ofta ansatser till locklätet.

## Utbredning och systematik
Vinterhämplingen härstammar från den tibetanska faunatypen som finns i bergstrakterna i Centralasien. Den förekommer också i stora områden i Kaukasus och i bergsområdena och på högplatåerna i Turkiet, liksom isolerat i Europa på de Brittiska öarna (cirka 10 000 par), i Norge (100 000–500 000 par) samt ett litet antal i Sverige, Finland och Ryssland. Den saknas dock helt som häckfågel i större delen av Europa och även i bergskedjorna i Alperna och Pyrenéerna. Den europeiska förekomsten anses vara en rest från en under istiden sammanhängande förekomst över de västra och centrala delarna av Palearktis.
Merparten av de centralasiatiska beståndet är stannfåglar men vissa populationer genomför kortare förflyttningar. De nordvästeuropeiska populationerna är mer flyttningsbenägna men kategoriseras ändå som partiella flyttfåglar och på vintern återfinns den bland annat i Sverige, Danmark, Tyskland och söderut till Ungern.

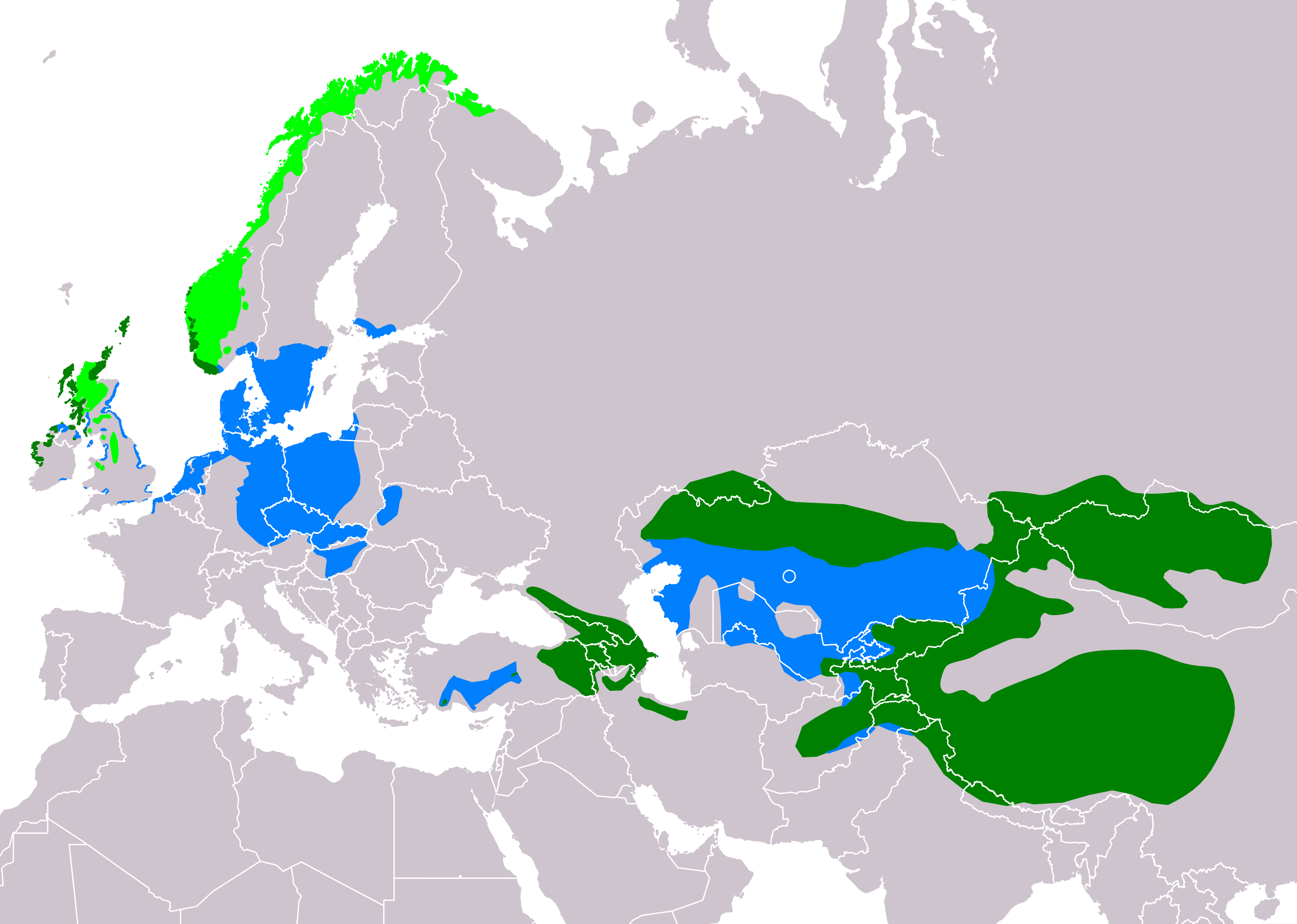
Vinterhämplingens två skilda utbredningsområden.

### Förekomst i Sverige
Det första svenska bofyndet gjordes i Karesuando i Torne lappmark 1875. Idag häckar vinterhämplingen sällsynt i bergsbranter i västra delarna av fjällkedjan. Flest antal säkra eller troliga häckningar har rapporterats från Torne lappmark, framför allt i omgivningarna runt Torne träsk, samt från västra Härjedalen. Även häckningar i Lule lappmark har rapporterats. Vid Kullaberg i Skåne, som påminner om vinterhämplingens häckningsmiljö på de Brittiska öarna och i södra Norge, har den setts under häckningstid 1974–76 och 1978, och år 1982 gjordes ett häckningsförsök. I södra och mellersta Sverige övervintrar den regelbundet och återvänder norrut under april och maj.

### Underarter
Vinterhämpling delas upp i två underartsgrupper som mer eller mindre är helt isolerade ifrån varandra: flavirostris som förekommer i nordvästra Palearktis och brevirostris som förekommer i östra Palearktis:
flavirostris
- Linaria flavirostris flavirostris – häckar i Norge, norra Finland och på Kolahalvön
- Linaria flavirostris pipilans inklusive bensonorum – häckar i norra Storbritannien, på Irland, Shetlandsöarna, Hebriderna och Orkneyöarna

brevirostris
- Linaria flavirostris brevirostris – häckar i östra Turkiet, Kaukasus och nordvästra Iran
- Linaria flavirostris korejevi inkl. kirghizorum – häckar i området runt södra Uralbergen österut genom Kazakstan till Xinjiang i nordvästra Kina och söderut till norra Afghanistan
- Linaria flavirostris altaica – häckar i bergskedjan Tannu Ola i södra Sibirien och nordvästra Mongoliet
- Linaria flavirostris montanella inkl. pamirensis – häckar i norra Kina och söderut till allra nordligaste Pakistan och Pamir
- Linaria flavirostris miniakensis – häckar i mellersta Kina
- Linaria flavirostris rufostrigata – häckar i Himalaya

Även svenska BirdLife Sverige följer denna indelning.
Vissa, som International Ornithological Congress, urskiljer underarten kirghizorum med utbredning i norra och centrala Kazakstan.

### Släktestillhörighet
Tidigare placerades vinterhämplingen i släktet Carduelis, men genetiska studier har visat att det släktet är parafyletiskt, varför hämplingarna nu oftast förs till det egna släktet Linaria.

## Ekologi
De två underartsgrupperna förekommer i olika biotoper. Medan det centraleuropeiska beståndet återfinns i bergstrakter på hög höjd, häckar det nordvästeuropeiska beståndet istället huvudsakligen på kustnära karga hedar, dock i Sverige i fjälltrakter i övre delarna av videbältet. Den senare underartsgruppen ses om vintern ofta i större flockar när den födosöker på ruderatområden där det finns rikligt med vinterståndare.

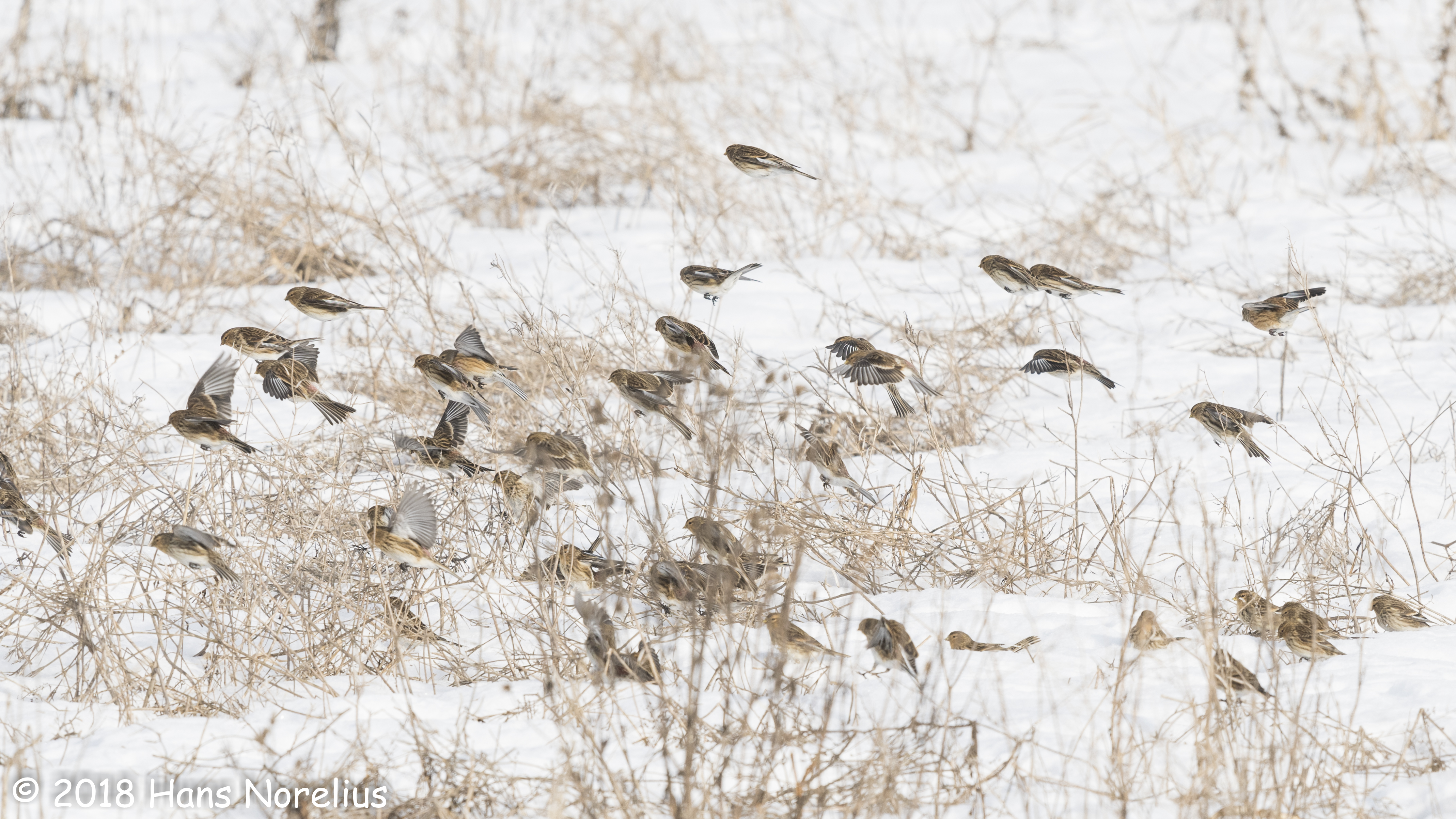
Vinterhämplingsflock födosökande vintertid i Uppsala.

### Häckning
I Norge häckar vinterhämplingen mellan början av april och augusti, dock från mitten av maj till mitten av juni i de centrala delarna. Den ruvar sina ägg i tolv till 13 dygn och ungarna är flygga efter ytterligare elva till 13 dygn. Innan de blir helt självständiga matas de i två veckor till.

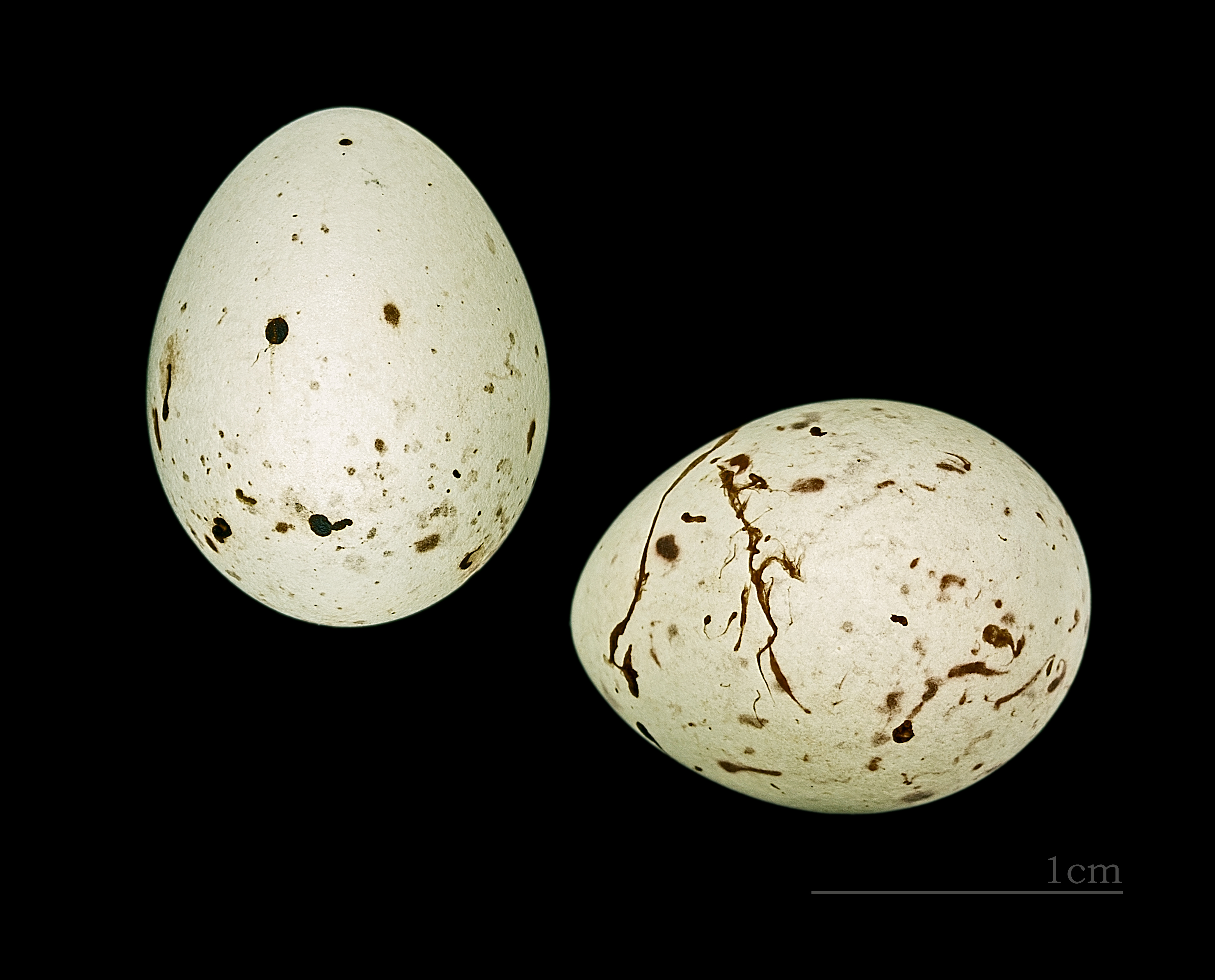
Ägg av vinterhämpling.

## Vinterhämpling och människan

### Status och hot
Vinterhämplingen har ett mycket stort utbredningsområde, men beståndsutvecklingen är oklar. IUCN kategoriserar den som livskraftig. Vissa populationer är dock mer utsatta än andra. Världspopulationen uppskattas till mellan knappt 1,6 och knappt 5.5 miljoner könsmogna individer.

#### Status i Sverige
Vinterhämplingen är en ovanlig häckfågel i Sverige med en uppskattad population på 320–1 000 häckande individer. Det finns få konkreta uppgifter om artens populationsutveckling. Vid sträckfågelräkningen i Falsterbo i Skåne har den dock avtagit kraftigt, från i genomsnitt 4100 utsträckande vinterhämplingar på 1970-talet, till 1700 på 1980-talet och 1300 på 1990-talet. Vinterhämplingen är upptagen på Artdatabankens rödlista för hotade arter där den kategoriserats som sårbar (VU).

### Namn
Det svenska trivialnamnet kommer av att den är en hämpling som dyker upp om vintern. Dess vetenskapliga namn flavirostris betyder gulnäbbad då den anlägger gul näbb om vintern, och den har förr också kallats gulnäbbad hämpling. På många andra språk kallas den "berghämpling", exempelvis på danska, norska och tyska, vilket bra beskriver artens levnadsomständigheter. Engelskans "Twite" är ljudhärmande och förmodas syfta till dess lockläte.